# Lambertz Open by STAWAG 1991
Il Lambertz Open by STAWAG 1991 è stato un torneo di tennis facente parte della categoria ATP Challenger Series nell'ambito dell'ATP Challenger Series 1991. Il torneo si è giocato a Aquisgrana in Germania dal 28 ottobre al 3 novembre 1991 su campi in sintetico indoor.

## Vincitori

### Singolare
Alexander Mronz ha battuto in finale  Martin Střelba con il punteggio di 6–4, 6–3

### Doppio
Mark Keil /  Byron Talbot hanno battuto in finale  Jan Gunnarsson /  Magnus Larsson con il punteggio di 6–3, 3–6, 6–3